# أمينة الشراح
أمينة الشراح (3 يونيو 1946 -)، إعلامية مذيعة كويتية.

## عن حياتها
تلقت تعليمها بداخل العاصمة الكويتية، ثم بعد ذلك بدأت عملها في إحدى المستشفيات الموجودة بداخل مدينة الكويت، وهي مستشفى الصباح، والتي مهدت لها الطريق إلى خوض العمل في المجال الاعلامي أثناء عملها في مستشفى الصباح زارت «فرقة أبو جسوم» المستشفى، وكانت زميلتها في العمل الممثلة حياة الفهد، وهناك سألهما «أبو جسوم» من منهما تريد العمل بالتمثيل، فقامت بالإجابة بأنها تريد أن تكون مذيعة وإن حياة الفهد تريد أن تكون ممثلة، فسأل «أبو جسوم» إن كان أهلها يوافقون وأبلغها بأنه سيعود بعد فترة إلى المستشفى لمعرفة الجواب، فبعدها عملت كمذيعة في تلفزيون الكويت وكانت واحدة من أشهر مذيعات السبعينات القرن العشرين. توقفت عن التقديم في أواخر الثمانيات.

## اعتزالها التلفزيون
أعلنت الإعلامية أمينة الشراح استقالتها من الإعلام بعد حرب الخليج الثانية (تحرير الكويت) من الغزو العراقي للكويت و بعد الإصلاحات التي شهدتها مختلف القطاعات بما فيها الإعلام، وذلك سنة 1991 وذلك لأسباب خاصة لم تعلن عنها بعد نشاط إعلامي دام 27 عام، وشكّل غيابها فراغا عند جمهورها.

## من البرامج الذي قدمتها
- مشوار.
- لقاء خميس.
- مجلة التلفزيون.
- ما يطلبه الجمهور.